# Antonius Franz
Mons. ThDr. Antonius Franz (24. února 1870, Svinov u Toužimi – 28. července 1953, Zinneberg) byl český římskokatolický kněz německého původu, apoštolský protonotář, kanovník a probošt Metropolitní kapituly u sv. Víta v Praze.

## Život
Narodil se 24. února 1870 ve Svinově u Toužimi.
Při studiu teologie byl adjunktem teologické fakulty a katechetou kongregace Dcer křesťanské lásky v Nelahozevsi, dne 16. července 1893 byl vysvěcen na kněze. Po vysvěcení se stal kaplanem v Plané. V letech 1898 a 1899 zastupoval jako přednášející dogmatiky. Dne 10. července 1899 získal titul doktora teologie. Na podzim stejného roku začal vyučovat náboženství v ústavu učitelek na Malé Straně v Praze, zde vyučoval až do roku 1914. Roku 1912 se stal arcibiskupským inspektorem na německých občanských a národních školách v Praze I. a v Praze V.
Dne 5. dubna 1914 byl zvolen kanovníkem canonicus regius II. Metropolitní kapituly u sv. Víta v Praze a slavnostně instalován byl 17. května stejného roku. Dále zastával jako kanovník pozice; canonicus custos (1927), praelatus scholasticus (1930), decanus (1932–1933) a praepositus (probošt) (1933).
Roku 1914 se stal radou arcibiskupské konzistoře, prosynodálním examinátorem a examinátorem na německé fakultě. O tři roky později byl jmenován arcibiskupským komisařem pro náboženskou výuku v ústavu učitelek a superiorem institutu Anglických panen na Malé Straně v Praze. Dále zastával několik dalších funkcí; funkce člena konzilia „a Vigilantia", arcibiskupského komisaře při starozákonních zkouškách na německé teologické fakultě, člena kolegia teologů pro objasňování teologických otázek, prosynodálního soudce, arcibiskupského komisaře v ústavu studentů ve Stříbře a na německých středních školách v Plzni a Stříbře.
Dne 27. srpna 1926 byl jmenován komisařem pro zkoušky z pastorace, sociologie a semitských jazyků na německé teologické fakultě a v říjnu examinátorem katechetů na středních školách. Od 25. listopadu 1926 zastával funkci komisaře kongregace Chudých služebnic Ježíše Krista a o dva roky později začal působit jako komisař na středních školách v Chebu.
Jako kněz se zabýval i charitativní činností a byl předsedou spolků „Seraphisches Liebenswerk", „Caritasverband der Erzdiöcese Prag" a „Deutscher Reichscaritas verband".
Roku 1921 mu papež Benedikt XV. udělil titul Prelát Jeho Svatosti.

Dne 19. ledna 1928 jej arcibiskup František Kordač jmenoval místopředsedou Katolické akce německých katolíků v pražské arcidiecézi.
Dne 1933 mu papež Pius XI. udělil titul Apoštolský protonotář ad instar participantium.
Po ukončení války roku 1945 byl musel jako bývalý občan Československa německé národnosti opustit stát. Otec Franz odešel do Bavorska.
Zemřel 28. července 1953 v Zinnebergu u Mnichova. Pohřben byl na hřbitově v Mnichově.